# Römisches Brandgräberfeld Kruchten
Koordinaten: 49° 53′ 35″ N, 6° 19′ 23″ O
Das Römische Brandgräberfeld Kruchten ist ein römisches Grabfeld in der Ortsgemeinde Kruchten im Eifelkreis Bitburg-Prüm in Rheinland-Pfalz.

## Beschreibung
Es handelt sich um römische Brandgräber am südlichen Ortsende von Kruchten am Rande eines Waldgebietes.
Die Brandgräber stammen aus dem 1. Jahrhundert n. Chr. und zählen somit zur Epoche der Römer.

## Archäologische Befunde
Seit dem frühen 20. Jahrhundert kam es südlich von Kruchten wiederholt zur Zerstörung von römischen Brandgräbern innerhalb der Ackerflächen sowie durch Forstarbeiten im nahegelegenen Waldgebiet. Unter den Gräbern sollen sich auch welche mit Aschenkisten befunden haben. Überliefert sind hiervon nur die Funde einer Graböffnung aus dem Jahre 1933 in diesem Bereich. Es handelte sich um ein Steinplattengrab. Unter den Beigaben fanden sich ein Gemmenring aus Eisen mit einer Darstellung des Merkur, ein Dreihenkelkrug aus hellem Ton mit Stempel sowie zwei Terra-Nigra-Becher. Angeblich fanden sich zudem eine Münze des Vitellius sowie eine nicht genauer beschriebene Fibel.

## Erhaltungszustand und Denkmalschutz
Das Brandgräberfeld ist nach den Untersuchungen sowie durch den Einfluss der Land- und Forstwirtschaft aufgrund der Lage heute nicht mehr in seiner ursprünglichen Form vor Ort erhalten.
Das Brandgräberfeld ist als eingetragenes Kulturdenkmal im Sinne des Denkmalschutzgesetzes des Landes Rheinland-Pfalz (DSchG) unter besonderen Schutz gestellt. Nachforschungen und gezieltes Sammeln von Funden sind genehmigungspflichtig, Zufallsfunde an die Denkmalbehörden zu melden.